# Суперкубок Словении по баскетболу
Суперкубок Словении по баскетболу (SuperPokal) — ежегодное соревнование двух мужских баскетбольных клубов Словении, один из которых Чемпион Словении (или серебряный призёр, если чемпион также выиграл Кубок), а другой — Обладатель кубка Словении.

## Результаты
| Год  | Место           | Чемпион         | 2-е место       | Счёт            |
| ---- | --------------- | --------------- | --------------- | --------------- |
| 2003 | Постойна        | Олимпия Любляна | Крка Ново-Место | 81-63           |
| 2004 | Марибор         | Олимпия Любляна | Пивоварна Лашко | 67-61           |
| 2005 | Шкофья-Лока     | Олимпия Любляна | Златорог Лашко  | 88-79           |
| 2006 | не разыгрывался | не разыгрывался | не разыгрывался | не разыгрывался |
| 2007 | Ползела         | Олимпия Любляна | Гелиос Домжале  | 90-71           |
| 2008 | Постойна        | Олимпия Любляна | Гелиос Домжале  | 67-56           |
| 2009 | Любляна         | Олимпия Любляна | Электра Шоштань | 95-62           |
| 2010 | Марибор         | Крка Ново-Место | Олимпия Любляна | 72-61           |
| 2011 | Рогажка Слатина | Крка Ново-Место | Олимпия Любляна | 80-72           |

### Титулы
| Клуб    | Победы |
| ------- | ------ |
| Олимпия | 6      |
| Крка    | 2      |